# S Voice
S Voice  était un assistant personnel intelligent développé par la marque de smartphones Samsung, abandonné depuis le 1er juin 2020. À l'aide de S voice, on peut consulter ses mails, envoyer des messages, s'informer sur la météo, actualiser son statut Facebook, régler son alarme etc. S voice est apparu lors de la sortie du Samsung Galaxy S III et s'est depuis répandu sur beaucoup de smartphones de la marque tel que Galaxy Note II, Galaxy Note 10.1, Galaxy S III Mini, Samsung Galaxy S4, Galaxy Note 8, Samsung Galaxy Stellar, Samsung Galaxy S II Plus, Samsung Galaxy Grand, Samsung Galaxy Camera, Samsung Galaxy Express et Samsung Galaxy Tab 4.
Depuis la sortie du Samsung Galaxy S4 le 14 mars 2013, une nouvelle version du logiciel est disponible. Elle permet une meilleure reconnaissance vocale et Samsung y a intégré S voice Drive. Une fonctionnalité permettant d'appeler, de répondre aux appels, d'organiser ses messages et de demander des directions, tout en conduisant. 
S Voice est souvent comparé à Siri, assistant personnel intelligent pour iOS présentée le 4 octobre 2011 sur l'iPhone 4s. Comme Siri, S Voice est basé sur le logiciel Vlingo (en). Depuis 2017, l'assistant intelligent Bixby est lancé par Samsung pour ses nouveaux smartphones et appareils connectés.